# Fougeré (Vendée)
Fougeré és un municipi francès situat al departament de Vendée i a la regió de País del Loira. L'any 2007 tenia 912 habitants.

## Demografia

### Població
El 2007 la població de fet de Fougeré era de 912 persones. Hi havia 342 famílies de les quals 72 eren unipersonals (32 homes vivint sols i 40 dones vivint soles), 121 parelles sense fills, 141 parelles amb fills i 8 famílies monoparentals amb fills.
La població ha evolucionat segons el següent gràfic:
Habitants censats

### Habitatges
El 2007 hi havia 395 habitatges, 358 eren l'habitatge principal de la família, 23 eren segones residències i 14 estaven desocupats. 389 eren cases i 2 eren apartaments. Dels 358 habitatges principals, 277 estaven ocupats pels seus propietaris, 76 estaven llogats i ocupats pels llogaters i 5 estaven cedits a títol gratuït; 2 tenien una cambra, 8 en tenien dues, 45 en tenien tres, 94 en tenien quatre i 208 en tenien cinc o més. 304 habitatges disposaven pel capbaix d'una plaça de pàrquing. A 127 habitatges hi havia un automòbil i a 211 n'hi havia dos o més.

### Piràmide de població
La piràmide de població per edats i sexe el 2009 era:
| Homes | Edats   | Dones |
| ----- | ------- | ----- |
| 0     | 95 o +  | 0     |
| 0     | 90 a 94 | 0     |
| 4     | 85 a 89 | 8     |
| 12    | 80 a 84 | 0     |
| 12    | 75 a 79 | 28    |
| 16    | 70 a 74 | 16    |
| 24    | 65 a 69 | 12    |
| 20    | 60 a 64 | 16    |
| 4     | 55 a 59 | 20    |
| 36    | 50 a 54 | 28    |
| 48    | 45 a 49 | 20    |
| 16    | 40 a 44 | 36    |
| 32    | 35 a 39 | 32    |
| 28    | 30 a 34 | 28    |
| 32    | 25 a 29 | 24    |
| 64    | 20 a 24 | 36    |
| 32    | 15 a 19 | 36    |
| 16    | 10 a 14 | 12    |
| 20    | 5 a 9   | 20    |
| 32    | 0 a 4   | 24    |

## Economia
El 2007 la població en edat de treballar era de 615 persones, 498 eren actives i 117 eren inactives. De les 498 persones actives 463 estaven ocupades (258 homes i 205 dones) i 35 estaven aturades (12 homes i 23 dones). De les 117 persones inactives 41 estaven jubilades, 42 estaven estudiant i 34 estaven classificades com a «altres inactius».

### Ingressos
El 2009 a Fougeré hi havia 392 unitats fiscals que integraven 1.012,5 persones, la mediana anual d'ingressos fiscals per persona era de 17.189 €.

### Activitats econòmiques
Dels 27 establiments que hi havia el 2007, 2 eren d'empreses alimentàries, 1 d'una empresa de fabricació d'altres productes industrials, 9 d'empreses de construcció, 2 d'empreses de comerç i reparació d'automòbils, 2 d'empreses de transport, 2 d'empreses d'hostatgeria i restauració, 1 d'una empresa financera, 1 d'una empresa immobiliària, 3 d'empreses de serveis, 1 d'una entitat de l'administració pública i 3 d'empreses classificades com a «altres activitats de serveis».
Dels 13 establiments de servei als particulars que hi havia el 2009, 1 era una oficina bancària, 1 autoescola, 2 paletes, 1 guixaire pintor, 2 fusteries, 3 lampisteries, 1 electricista, 1 perruqueria i 1 restaurant.
L'únic establiment comercial que hi havia el 2009 era una fleca.
L'any 2000 a Fougeré hi havia 37 explotacions agrícoles que ocupaven un total de 1.558 hectàrees.

## Equipaments sanitaris i escolars
El 2009 hi havia 2 escoles elementals.

## Poblacions més properes
El següent diagrama mostra les poblacions més properes.